# St. Louis to Liverpool
St. Louis to Liverpool — восьмой альбом американского певца Чака Берри, вышедший в  1964 году на лейбле Chess Records. Это была первая долгоиграющая пластинка Берри, которая попала в американский хит-парад (124-е место).

## Обзор
Для Берри эта пластинка стала первой сольной работой после двухлетнего перерыва, связанного с судебным процессом и последующим тюремным заключением певца. В 1964 году Берри записал новые синглы: «Little Marie» (лирическое продолжение песни «Memphis, Tennessee»), «No Particular Place to Go» (мелодия целиком взята из старой песни Берри «School Days»; сингл занял 10-е место), «You Never Can Tell» (впоследствии станет широко известной благодаря фильму «Криминальное чтиво»), «Promised Land» (позже её записал Элвис Пресли для одноимённого альбома). Все они, включая обратные стороны вошли в альбом. Кроме того, были включены две песни с ранних синглов: «Merry Christmas Baby» (1958; в оригинале — блюзовый хит 1947 года) и «Our Little Rendezvous» (1960; обратная сторона «Jaguar and Thunderbird»). В альбоме также присутствуют две инструментальные пьесы: «Liverpool Drive» и «Night Beat».
Название альбома было попыткой лейбла использовать моду на британскую рок-музыку. К тому времени в США стали популярны такие новые группы как The Beatles и The Rolling Stones, которые играли и записывали песни Чака Берри.
В 2004 году альбом был переиздан с тремя дополнительными песнями.

## Список композиций
Все композиции написаны Чаком Берри, за исключением отмеченных особо.
| №   | Название                    | Автор(ы)               | Длительность |
| --- | --------------------------- | ---------------------- | ------------ |
| 1.  | «Little Marie»              |                        | 2:37         |
| 2.  | «Our Little Rendezvous»     |                        | 2:03         |
| 3.  | «No Particular Place to Go» |                        | 2:44         |
| 4.  | «You Two»                   |                        | 2:11         |
| 5.  | «Promised Land»             |                        | 2:24         |
| 6.  | «You Never Can Tell»        |                        | 2:43         |
| 7.  | «Go Bobby Soxer»            |                        | 2:59         |
| 8.  | «Things I Used to Do»       | Эдди Джонс             | 2:42         |
| 9.  | «Liverpool Drive»           |                        | 2:56         |
| 10. | «Night Beat»                |                        | 2:46         |
| 11. | «Merry Christmas Baby»      | Лу Бакстер, Джонни Мур | 3:14         |
| 12. | «Brenda Lee»                |                        | 2:15         |

## Участники записи
- Чак Берри — гитара, вокал
- Мэтт Мёрфи — гитара в № 2
- Джонни Джонсон — фортепиано в № 2, 6, 8, 11
- Лафайет Лик — фортепиано в № 5, 10, 12
- Пол Уильямс — фортепиано в № 3, 4, 9
- Вилли Диксон — бас-гитара в № 2, 5, 10, 11, 12
- Оди Пейн — барабаны
- Фред Белоу — барабаны в № 10, 11
- Эбби Харди (или Джаспар Томас) — барабаны в № 2
- Лерой К. Дэвис — тенор-саксофон в № 2, 6
- Джеймс Робинсон — тенор-саксофон в № 6

## Альбомные синглы
- Little Marie / Go, Bobby Soxer (1964)
- No Particular Place to Go / You Two (май 1964)
- You Never Can Tell / Brenda Lee (сентябрь 1964)
- Promised Land / Things I Used To Do (1965)